# Ch!pz
Ch!pz est un groupe de bubblegum dance néerlandais composé de Rach-L (Rachel van Hoogen, née le 27 novembre 1983), C!lla (Cilla Niekoop, née le 11 décembre 1985), P3ter (Peter Rost, né le 19 avril 1984) et Kev!n (Kevin Hellenbrand, né le 14 février 1985).

## Histoire
Le groupe s'est formé en 2003.
Aux Pays-Bas, plusieurs stations de radio ont refusé de diffuser les titres de Ch!pz, leur attribuant un public trop jeune. Toutefois, grâce à leurs passages sur Fox Kids, le groupe devint l'un des plus connus du pays. Il classèrent plusieurs singles à la première place du classement national. Leur premier album The Adventures of Ch!pz sortit en 2004 aux Pays-Bas et se classa lui aussi en numéro 1. 
En 2005, le groupe sort son deuxième album The World of Ch!pz qui rencontre également un grand succès. C'est également au début de cette année que le groupe sort le single "Ch! Pz in Black", en Allemagne. Ce dernier atteint la 2e place dans les charts allemands. Peu de temps après, au début du mois de mai 2005, leur second single, "Cowboy", le dépasse en décrochant la première place.
En 2006, ils sortent 2 EP nommés Past:Present:Future.

## Discographie

### Singles
| 2003 | "Ch!pz in Black (Who You Gonna Call?)" 1 | 2 | -    | 1 | 40 | 2  | 2   | 2  | 3 | 19 | The Adventures of Ch!pz      |
| 2003 | "Cowboy" 1                               | 1 | 44 ³ | 1 | 37 | 2  | 1   | 1  | 3 | –  | The Adventures of Ch!pz      |
| 2004 | "Captain Hook" 1                         | 5 | –    | 3 | –  | 19 | 9   | 14 | N | N  | The Adventures of Ch!pz      |
| 2004 | "1001 Arabian Nights" 1                  | 1 | –    | 1 | –  | 3  | 2   | 3  | – | –  | The World of Ch!pz           |
| 2005 | "One, Two, Three!" 1 2                   | 1 | –    | 1 | –  | 47 | 31  | 40 | N | –  | The World of Ch!pz           |
| 2005 | "Carnival" 1                             | 1 | –    | 1 | –  | 32 | 28  | 28 | N | N  | The World of Ch!pz           |
| 2006 | "Gangstertown" 1                         | 5 | –    | 2 | 38 | 58 | 22* | 34 | N | N  | Past:Present:Future (Part 1) |
| 2006 | "Waikiki Beach" (Promo single)           | – | –    | – | –  | –  | –   | –  | – | –  | Past:Present:Future (Part 1) |
| 2006 | "One Day When I Grow Up"                 | 7 | –    | 2 | –  | N  | N   | N  | N | N  | Past:Present:Future (Part 2) |
| 2006 | "Christmas Time Is Here"                 | 8 | –    | 4 | –  | 56 | 46  | 73 | – | N  | Past:Present:Future (Part 2) |
| 2007 | "Studio 54" (Promo single)               | 8 | –    | 7 | –  | –  | –   | –  | – | –  | The H!tz Collection          |
| Notes: - 1 Singles qui ont été publiées plus tard en Europe et ne se sont pas classés cette année-là. - ² Sorti officiellement uniquement aux Pays-Bas. - ³ Classé en 2007 au Royaume-Uni. - * = Actuellement classé. - N = Pas sorti dans ce pays. |                                          |   |      |   |    |    |     |    |   |    |                              |